# Swiss Open 1994
Die Swiss Open 1994 im Badminton fanden vom 2. bis zum 6. März 1994 in der St. Jakobshalle Basel statt. Das Preisgeld betrug 65.000 US-Dollar.

## Sieger und Platzierte
| Disziplin    | Gold                               | Silber                                  | Bronze                            |
| ------------ | ---------------------------------- | --------------------------------------- | --------------------------------- |
| Herreneinzel | Thomas Stuer-Lauridsen             | Poul-Erik Høyer Larsen                  | Jens Olsson                       |
| Herreneinzel | Thomas Stuer-Lauridsen             | Poul-Erik Høyer Larsen                  | Fung Permadi                      |
| Dameneinzel  | Camilla Martin                     | Ika Heny                                | Christine Magnusson               |
| Dameneinzel  | Camilla Martin                     | Ika Heny                                | Marina Andrievskaia               |
| Herrendoppel | Pär-Gunnar Jönsson Peter Axelsson  | Yap Kim Hock Tan Kim Her                | Simon Archer Chris Hunt           |
| Herrendoppel | Pär-Gunnar Jönsson Peter Axelsson  | Yap Kim Hock Tan Kim Her                | Mikael Rosén Jan-Eric Antonsson   |
| Damendoppel  | Lotte Olsen Lisbet Stuer-Lauridsen | Anne Mette Bille Marlene Thomsen        | Maria Bengtsson Catrine Bengtsson |
| Damendoppel  | Lotte Olsen Lisbet Stuer-Lauridsen | Anne Mette Bille Marlene Thomsen        | Joanne Wright Gillian Gowers      |
| Mixed        | Peter Axelsson Marlene Thomsen     | Jon Holst-Christensen Catrine Bengtsson | Jan-Eric Antonsson Astrid Crabo   |
| Mixed        | Peter Axelsson Marlene Thomsen     | Jon Holst-Christensen Catrine Bengtsson | Nick Ponting Joanne Wright        |